# 藤原有国
藤原 有国（ふじわら の ありくに）は、平安時代中期の公卿。初名は在国。字は藤賢。藤原北家真夏流、大宰少弐・藤原輔道の四男。官位は従二位・参議。弼宰相と号す。

## 経歴
若い頃は受領であった父の輔道に従い地方を転々とするが、後に文章生となり菅原文時の門下となる。曾祖父・藤原弘蔭と祖父・藤原繁時ともに受領を務める一方で大学頭を務めたことから、在国の家系には学問と実務の両方を重んじる家風が醸成されていたことが窺われ、有国自身が大学寮で紀伝道を学んだことは極めて自然な流れであったと想定される。同門には慶滋保胤・高岳相如・林相門がいるが、ほぼ同年齢であった保胤に対して、在国は熾烈な競争心を燃やしていたという。在国が初めて史料に現れるのは、応和3年（963年）に文章得業生・三善道統宅で行われた『善秀才宅詩合』で、在国は左方として出席し、右方の源為憲と詩を合わせている。康保元年（964年）には高階積善・紀斉名・大江以言・源俊賢・大江匡衡・源為憲らとともに勧学会を組織したほか、藤原惟成・平惟仲などとも親しく交流していた。在国が対策に及第したことを示す史料は見あたらないことから、恐らく対策に至らず、文章生から任官したのだろう。
康保4年（967年）冷泉天皇の即位後に守平親王が立坊すると、在国は東宮雑色として親王に仕える。安和2年（969年）守平親王が即位（円融天皇）するが、在国は蔵人所雑色として引き続き仕えた。天禄3年（972年）蔵人の労により播磨権大掾に任ぜられるがその後も在京の形跡があり遙任であったとみられる。天禄4年（973年）冷泉院判官代に任ぜられるが、冷泉・円融両帝への仕官を通じて外戚の藤原兼家の知遇を得て、後にその家司となる。貞元2年（977年）朱雀院の垣と水亭を造営した功により従五位下に叙爵すると、翌貞元3年（978年）石見守、永観2年（984年）越後守と地方官を歴任し、この間の天元2年（979年）円融天皇の石清水八幡宮行幸において奉納した願文を作った功によって従五位上に叙せられる。また、永観2年（984年）花山天皇の即位に伴って春宮に懐仁親王が立てられると東宮昇殿を許されているが、円融朝において蔵人所雑色を務めた縁もあって、懐仁親王の側近に取り立てられたものと想定される。
寛和2年（986年）懐仁親王が即位（一条天皇）して兼家が摂政に就任すると、在国も正五位下・左少弁兼五位蔵人に叙任されて京官に遷り、翌永延元年（987年）従四位下・右中弁に、次いで11月には平惟仲に右中弁を譲って従四位上・左中弁に昇格するなど急速に昇進を果たした。兼家が在国と惟仲を指して「左右のまなこ」と評したのはこの時期のことである。永祚元年（989年）には正四位下・右大弁に叙任され、勘解由長官を兼ねた。同年9月に朝廷は園城寺の余慶を天台座主に補したが、これに反対する延暦寺慈覚門徒は比叡山に登った宣命使に対して宣命を奪って追い返す騒ぎを起こす。10月に在国は慈覚門徒の宥和の為の勅旨として延暦寺に派遣され、厳しい態度をもって、その任務を全うしたと見られる。一方、12月に兼家が太政大臣に就任するが、その宴席で兼家の長男である内大臣・藤原道隆に杯を勧めてしまう。本来は主人である兼家または道隆の方から従者たる在国に盃を勧めるのが通例であるが、在国としては兼家・道隆父子に対して臣従の礼儀を忘れるほど親密な感情を抱いていた、さらには兼家の厚い親任の前に油断があったとも想定される。翌正暦元年（990年）5月に蔵人頭（頭弁）となる。
この頃、兼家は病気により出家しているが後継者について悩み、腹心である在国・平惟仲・多米国平を招いて意見を求めた。惟仲と国平は長男の道隆を推挙したが、在国は先の寛和の変で花山天皇を退位させて、一条天皇の即位と兼家の摂政就任に貢献をしたのは次男の道兼であるとして道兼の擁立を勧めた。同年7月に兼家は道隆を後継者として選んで病没した。この経緯を知った道隆は深く在国を恨み、同年8月に在国を従三位に叙して、わずか在任3ヶ月で要職である蔵人頭を強引に退任させ、右大弁も解任した。さらに、同年10月に大膳大属・秦有時が殺害されると、翌正暦2年（991年）2月になって在国はこの殺害を企てたとして除名処分を受けて官位を剥奪され朝廷を追われてしまう。翌正暦3年（992年）に本位の従三位に、正暦5年（994年）勘解由長官に復すが、この背後に在国の妻で一条天皇の乳母であった橘徳子による一条天皇への働きかけがあったことが想定される。
長徳元年（995年）4月に道隆が没し、関白を継いだ道兼も5月に病没する。道兼の臨終にあたって、在国は関白の譲り状を書いて藤原道長に渡すようにと道兼に具申するが、関白というものは譲り状など書くようなものではないとして道兼は受け付けなかったという。在国は道兼の死後に藤原伊周と道長の間に生ずる争いをはっきり見越していたことが窺われ、さらには在国が道隆の子の伊周ではなく道長を推したのもまた当然であった。
その後、内覧として政権を握った道長は、宋との交易拡大と西海道の再建政策実施のために、同年10月に藤原佐理に替えて在国を大宰大弐に任じた。当時の大宰帥・敦道親王は遥任であったために、大宰府における九州統治は在国に一任された。翌長徳2年（996年）正月に在国から有国に改名し、8月には正三位に叙せられて九州に下向する。在国の九州赴任にあたって道長は自邸で盛大な餞宴を催して100銭の餞別を贈っており、道長が在国の実務能力を高く評価して深く信頼していた様子が窺われる。また、この時点で既に在国は道長の家司となっていたとみられる。同年には内大臣・藤原伊周が、花山法皇に矢を射掛けたとして大宰権帥に左遷された（長徳の変）が、在国はこれを厚遇し、監視の役目を負いつつも良好な関係を築いて、後に道長の側近であるにもかかわらず道隆の外孫である敦康親王の後見を務めるきっかけとなった。長徳3年（997年）4月に伊周は赦免されると、すぐにもと帰京を急ぐが、有国は疫病の流行中であることを懸念して引き止め、伊周もその勧めに従って出発を延期し、12月になってから帰京している。また、長徳3年（997年）から長徳5年（999年）に発生した高麗の入寇に対しても、討伐の実施や外国商人の安置などの対処を行った。
一方で、長保2年（1000年）に宋商人の朱仁聡から以下を訴えを起こされる。
朝廷に納入した商品の代金について、朝廷から代金を支給された有国から現金で支払われる約束であったが、未だに実行されていない。そこで、朝廷から改めて現金を持たせた支払の使者を遣わしたところ、有国は使者を制止して商人に会わせず、その現金も横領した。
そこで、蔵人頭・藤原行成が大宰府に使者を遣わせて現地調査を行った結果、不当行為を行っていたことが明らかになり、長保3年（1001年）正月に有国は大宰大弐を解任され、既に中納言になっていた平惟仲の大宰権帥就任と入れ替わるように帰京。ほかにも、有国の不法行為として、以下のような記録が残っている。
- 長保2年（1000年）宋商人の曽令文が進上した金の買上げ価格について、朝廷が提示した金1両当り米1石に対し、曽令文は3石を主張したことから、先に中間を取って1石5斗と決定していたが、なお曽令文は納得していないとして、大宰府は新たな価格として2石を申請、朝廷はその申請の通り許可した[22]。しかし、新たな価格との差分について有国が横領している懸念がある[23]。
- 長保3年（1001年）豊後守・穴太愛親が以下の申文を提出[24]。

丹波泰親が来謁して「この度の上京は越訴のためで非常の手段だが、有国の苦責に堪えず、逃亡して入京した」と話した。状況を確認すると「彼の国では人民は離散し官物は紛失し、特に前司が逃亡している間、有国は官物を横領するなど非常に問題が多い」という次第であった。
- 有国は着任以来しばしば観世音寺を訪れ、鏡・車両．琵琶・朱砂・胡紛・仏像彩色料・辛櫃・経紙等を借用したまま返却しない[25]。

しかし、崩壊していた国家の徴税機構の代わりに農民から力尽くで収奪し、それを私的に権力者に提供することが良吏とされていた時代であったことから、まさに道長にとって有国は良吏であった。
大弐を解任されたとはいえ、やはり大宰府における功績が評価されたらしく、同年に有国は従二位・参議に叙任され59歳にして議政官となる。以降、諸記録に道長の側近として有国の名が頻出する。また、漢詩を好んだ藤原道長が開催した作文会（詩会）にもよく出席した。寛弘7年（1010年）には修理大夫を兼務している。この頃、有国は慶滋保胤の出家後に中断されていた勧学会を再興した。
寛弘8年（1011年）3月までは参内や作文会へ出席するなど、健康状態に異常は見られなかったが、4月以降諸記録にその名が現れなくなる。6月下旬になって、子息の右少弁・藤原資業に参議・修理大夫・勘解由長官の三職の辞表を持たせて道長へ提出する。辞表は受理されるが、辞任は認められないまま、7月11日薨去。享年69。最終官位は参議従二位兼修理大夫勘解由長官。

## 人物
藤原兼家政権下で長く弁官を務めた有能な事務官人で、一条朝でも人材輩出を讃えた文中で、九卿の一人としてその名を挙げられている（『続本朝往生伝』）。
漢詩人として、『二中暦』の詩人暦にその名を残しており、『勘解由相公集』2巻を著すとともに、『本朝麗藻』（16首）、『類聚句題抄』（4首）、『本朝文粋』（序一篇）、『和漢兼作集』（1首）、『中右記部類紙背』（1首）など、多くの漢詩作品が採録されている。
応天門の変（貞観8年〔866年〕）で失脚した大納言・伴善男に容貌が似ていたため、その生まれ変わりともいわれた。

## 逸話
花山朝（永観2年〔984年〕 - 寛和2年〔986年〕）において藤原惟成が権勢を振るっていた頃、有国が従属の証として名簿を惟成に差し出した。惟成は驚いて「藤賢（有国）・式太（惟成）といえばかつて（文章道において優れている者として）並び称されたものであるにもかかわらず、なぜ名簿など差し出すのか」と問うた。有国は「惟成に取り入るのは、万人に抜き出でて出世してやろうと思っているからである」と答えたという。

## 説話
有国が若い頃、豊前守に任ぜられた父輔道とともに九州に下向した。輔道は下向先で病気で死亡してしまったため、有国は父親のために泰山府君祭を行った所、輔道は生き返った。輔道が言うところによると、現世の罪を裁く閻魔大王から、（泰山府君祭による）すばらしいお供え物があったことから、現世に返してやるべきとの評定があった。しかし、評定の際に陰陽道の専門家でもない者（有国）が泰山府君祭を行うことは大罪であるため、輔道の代わりに有国をあの世に呼び寄せるべきとの意見があったが、あの世の冥官の中で、親孝行による行為である上に、京都から遠い九州の地では陰陽道の専門家がいないのはやむを得ない、との意見があり親子共々許されたという。

## 官歴
注記のないものは『公卿補任』による。
- 康保4年（967年） 9月：東宮雑色（春宮・守平親王）
- 安和2年（969年） 8月：蔵人所雑色
- 天禄3年（972年） 正月24日：播磨権大掾（蔵人所労）
- 天禄4年（973年） 日付不詳：冷泉院判官代
- 貞元2年（977年） 正月7日：従五位下（築朱雀院垣並造永亭功）
- 貞元3年（978年） 9月21日：石見守（院分、栄誠卒替）
- 天元2年（979年） 3月28日：従五位上（石清水行幸依書御願文功）
- 永観2年（984年） 2月1日：越後守。8月28日：東宮昇殿（春宮・懐仁親王）
- 寛和2年（986年） 6月23日：以本宮侍臣昇殿。7月22日：正五位下（石見功）。8月13日：左少弁（止越後守）。11月23日：五位蔵人
- 永延元年（987年） 7月11日：右中弁。10月14日：従四位下（行幸枇杷第家司賞）。11月8日：昇殿。11月11日：従四位上（石清水行幸行事賞）、左中弁
- 永延2年（988年） 正月29日：信濃権守。2月27日：改周防権守
- 永延3年（989年） 4月5日：正四位下（春日行幸行事賞）、右大弁。7月13日：春宮権亮（春宮・居貞親王）。11月28日：兼勘解由長官（弁亮如元）
- 永祚2年（990年） 5月14日：蔵人頭。8月30日：従三位（勘解由長官如元）
- 正暦2年（991年） 2月2日：停官位（座秦有時殺害事）
- 正暦3年（992年） 7月17日：復本位（従三位）[34]
- 正暦5年（994年） 8月8日：兼勘解由長官
- 長徳元年（995年） 10月18日：大宰大弐
- 長徳2年（996年） 正月：在国から有国に改名。8月2日：正三位[34]
- 長保元年（999年） 正月16日：解大宰大弐[35]。閏3月5日：弾正大弼
- 長保3年（1001年） 10月3日：参議、弾正大弼如元。10月10日：従二位（東三条院御賀院司賞）
- 長保4年（1002年） 2月30日：兼伊予権守。5月14日：着座
- 長保5年（1003年） 正月：兼勘解由長官。12月：止弾正大弼
- 寛弘4年（1007年） 正月28日：兼播磨権守
- 寛弘7年（1010年） 2月16日：兼修理大夫
- 寛弘8年（1011年） 7月11日：薨去（参議従二位兼修理大夫勘解由長官）

## 系譜
注記のないものは『尊卑分脈』による。
- 父：藤原輔道
- 母：源俊の娘[2]
- 妻：藤原義友の娘
  - 男子：藤原貞嗣
  - 男子：藤原基嗣
- 妻：越前守斯成または藤原義友の娘[36]
  - 次男：藤原広業（977-1028） - 子孫は大福寺流
  - 男子：藤原公業
  - 男子：藤原家業
- 妻：橘徳子（橘仲遠の娘） - 一条天皇乳母
  - 七男：藤原資業（988-1070） - 子孫は日野流
- 生母不詳の子女
  - 男子：斉慶（985-1047） - 一説に貞嗣の子
  - 男子：有慶（986-1071） - 一説に貞嗣の子
  - 男子：良命
  - 女子：源憲定室[要出典]
  - 女子：源頼定妾

子息のうち、広業と資業は対策に及第して儒者となり公卿に昇った。広業の子孫は大福寺流、資業の子孫は日野流と称し、両家は儒家の中では最も家格が高かった。平安時代中期以降、大江氏・菅原氏・藤原南家・藤原式家などの他の儒者は概ね四位止まりであったのに対して、大福寺流・日野流からは公卿を輩出し、議政官として実務能力も発揮した。